# Celia Ortiz
Celia Ortiz Arigós (Paraná, 27 de noviembre de 1895-Paraná, 8 de diciembre de 1985), también conocida como Celia Ortiz Arigós de Montoya, fue una educadora y pedagoga argentina, pionera en la renovación de la pedagogía argentina desde la década de 1930 con propuestas transgresoras que abrieron el camino hacia la educación creadora y en libertad.

## Carrera
En 1915 egresó como maestra de la Escuela Normal de Paraná y en 1918 obtuvo el título de Profesora de Pedagogía y Filosofía en la Universidad Nacional de La Plata. Tres años más tarde, se recibió como Doctora en Ciencias de la Educación, siendo la primera mujer en obtener ese título en el país.
Regresó a Paraná y comenzó a desarrollar sus tareas académicas en la Facultad de Ciencias Económicas y Educacionales, perteneciente a la Universidad Nacional del Litoral -hoy Facultad de Ciencias de la Educación de la Universidad Nacional de Entre Ríos-, donde estuvo a cargo de las cátedras de Historia de la Educación, Didáctica General y Práctica de la Enseñanza.
Impulsora de la “Escuela Nueva”, en 1931 llevó adelante una experiencia innovadora en el ámbito educacional de Paraná, denominada Educación Integral Activa buscando superar el normalismo tradicional positivista. Solo se sostuvo hasta 1932, cuando el gobierno de Agustín P. Justo ordenó su cierre.
Sus viajes a Europa la llevaron a relacionarse con educadores y educadoras cuya propuesta era democratizar las prácticas en la educación, generar espacios de libertad y horizontalidad. Tomó contacto con las ideas de  renovación pedagógica de Édouard Claparède, Josefina Pizzigoni, María Montessori y Adolfo Ferrière, entre otros. Además visitó liceos y escuelas, entre ellos, espacios de formación al aire libre, de artes y oficios e industriales. También realizó una estancia en el Instituto Jean-Jacques Rousseau de Ginebra.
Junto a otras educadoras argentinas fue partícipe de la construcción y organización de la escuela estatal argentina. La Biblioteca de la Facultad de Artes, Ciencias y Humanidades de la Universidad Autónoma de Entre Ríos, le rindió homenaje llevando su nombre.

## Influencias
Influenciada por el pensamiento de Wilhelm Dilthey, Edmund Husserl, José Ortega y Gasset y Eduard Spranger. En cuanto a referencias locales, tomó ideas de Alejandro Korn, Luis María Torres, Ricardo Levene, Víctor Mercante, Alfredo Calcagno, Alejandro Carbó Cuyo, Ricardo Rojas y Coriolano Alberini.

## Cita
En La problemática filosófica educativa del siglo XX, escribió:
“la vida le pertenece a cada cual íntegramente: no está hecha del todo y de una vez para siempre, sino que cada uno la va […] tejiendo de su propia sustancia espiritual y amojonando el camino de su vivir con sus creaciones”. (1973:11)

## Premios
- Distinguida por la Asamblea Latinoamericana de Educación con la orquídea de Homenaje a la Mujer Latinoamericana en 1965.
- Nombrada Profesora Emérita de la Universidad Nacional del Litoral en 1969.
- En 1977 fue homenajeada por el Congreso Internacional de las Naciones como Ilustre Parlamentaria.[9]

## Publicaciones
- 1937. “Descartes en la historia de la educación y de la cultura”. En Descartes. Homenaje en el 3er. Centenario del Discurso del método. T. II. (Buenos Aires: Universidad de Buenos Aires, Facultad de Filosofía y Letras, Instituto de Filosofía) 209-233.
- 1938. “Pascal y Voltaire contra Descartes”. En Escritos en honor de Descartes. En ocasión del 3er. Centenario del Discurso del método (Buenos Aires: Universidad Nacional de La Plata) 145-164.
- 1959. “Ortega y Gasset y su pensamiento pedagógico”. En Universidad (Santa Fe: Universidad Nacional del Litoral) 41: 3-36. Separata.
- 1961a. “La misión de la filosofía en el mundo actual y la crisis contemporánea”. En Universidad (Santa Fe: Universidad Nacional del Litoral) 49: 137-145.
- 1961b. La educación nacional desde el ochenta hasta nuestros días. Paraná: s/e.
- Entre 1962 y 1968 realizó sus investigaciones estadísticas sobre la educación en Entre Ríos y publicó los tres tomos (1962, 1968 y 1969) de “Historia de la Educación y la Pedagogía”, en la editorial de la Facultad de Ciencias de la Educación de la Universidad Nacional del Litoral (hoy Facultad de Ciencias de la Educación de la Universidad Nacional de Entre Ríos).
- 1965. “Humanismo como forma de vida e ideal formativo”. En Presencia (Paraná) 1, junio: 159-165.
- 1967. Momentos culminantes en ciento cincuenta años de educación pública en Entre Ríos (1810-1966). (En colaboración con Inés Montoya de Hirschson). Santa Fe: Colmegna.
- 1973. La problemática filosófica educativa del siglo XX. Corrientes: Colmegna.